# Guaraníes
Los guaraníes son un grupo de varios pueblos nativos sudamericanos que se ubican geográficamente en parte de Paraguay, norte de Argentina (en las provincias de Corrientes, Formosa, Misiones y zonas del noreste de la actual Salta, donde se los ha conocido más como "chiriguanos"), sur y suroeste de Brasil (en los estados de Río Grande del Sur, Santa Catarina, Paraná y Mato Grosso del Sur) y sureste de Bolivia (en los departamentos de Tarija, Santa Cruz y Chuquisaca) y en algunas zonas de Uruguay.

## Origen del nombre
La muy difundida palabra "guaraní" la escucharon los españoles que, al llegar a su territorio, habrían oído, entre los gritos de guerra de este pueblo, la frase guará-ny, que significa "combatid-los". Por otra parte el nombre daba significado en guaraní a "guerrero", ava que significa "hombre" y se pronuncia en forma grave entre los chiriguanos (ava guaraníes).
Otra versión afirma que la denominación fue tomada de la deformación de una palabra guaraní, guariní, que significa precisamente "guerra" o "guerrear". Al parecer los mismos indígenas se denominaron de esa manera, indicando con ello que se consideraban guerreros.
Una antigua leyenda relata que los hermanos Tupí y Guaraní llegaron a la selva brasileña procedentes de una región misteriosa del otro lado del mar. Allí instalaron su aldea con sus casas comunales y sembraron las tierras con maíz, poroto, calabazas y otras semillas. Vivieron en paz por algún tiempo hasta que los conflictos entre sus compañeras hicieron imposible la convivencia entre hermanos. Entonces el mayor, Tupí, migró hacia el norte del Mato Grosso y Guaraní hacia el Guayrá dispersándose por el sur de Brasil, Paraguay y Argentina.

## Historia y localización
Los guaraníes hablan variantes lingüísticas de la familia tupí-guaraní, y actualmente están clasificados en tres subgrupos:
- los guaraníes-kaiowa,
- los guaraníes-mbya y
- los guaraníes-ñandeva-tapietés.

Estos grupos se distribuyen
- en el sur de Brasil (donde constituyen el pueblo indígena más numeroso, porque se estima que hay entre 50 000 y 55 000 individuos.[10] y de ONG (ISA - Instituto Sócio-Ambiental)[11]
  - estado de Rio Grande do Sul (mbya);
  - estado de Santa Catarina (mbya);
  - estado de Paraná (mbya y ñandeva);
  - estado de São Paulo (mbya y ñandeva);
  - estado de Río de Janeiro y
  - Espíritu Santo (mbya);
  - estado de Mato Grosso do Sul (kaiowa y ñandeva),
- en el este del Paraguay (mbya, kaiowa, ñandeva),
- en el sureste de Bolivia o chaco boliviano ,
- en el noreste de Argentina (mbya, kaiowa, ñandeva) , y
- el norte de Uruguay (mbya emigrados), que con el tiempo, durante el período colonial del período de las misiones jesuíticas guaraníes en la Banda Oriental y luego, la Provincia Oriental, se fusionaron con otras tribus, como la charrúa, por ello se los llamó también tapes, o más comúnmente, indios misioneros. De su lengua, provienen muchos de los nombres de la toponimia del Uruguay, así como, el origen del nombre del país. Desde el fomento de la nacionalidad durante el nacimiento de la república en el siglo XIX, hizo que el término "charrúa", se lo utilizara, como sinónimo de indígena. Sus descendientes, a partir de la llegada de los inmigrantes europeos, trajo como consecuencia que el mestizaje de tribus no muy numerosas con los nuevos habitantes llegados del otro lado del océano, se hayan absorbido con el habitante actual.

Para el investigador argentino Dick Edgar Ibarra Grasso (1914-2000), la tierra de donde surgieron los guaraníes estaría en una zona circuncaribeña, supone la isla de Marajó, en la desembocadura del río Amazonas y estudios hechos de la lengua guaraní la emparentarían con las lenguas de la familia Chibcha. Las causas de su migración hacia el sur fueron principalmente la necesidad de ocupar nuevas tierras aptas para el cultivo, además de creencias de su religión que impulsaban su nomadismo.
Estas poblaciones son descendientes de los grupos que habitaban las selvas tropicales situadas en las cuencas del alto Paraná, alto Uruguay y en las fronteras meridionales del altiplano brasileño. Descubrimientos en sitios arqueológicos representan un testimonio de la existencia de este grupo étnico a partir del siglo V (500 d. C.), con características que lo distinguen claramente de otros grupos de la misma familia lingüística. Los descubrimientos arqueológicos muestran también que las poblaciones que han dado origen a los guaraníes que fueron protagonistas de intensas migraciones que, a partir de territorios localizados en la parte este del Brasil actual los llevaron, unos 700 años después (siglo XII), a ocupar gran parte de los territorios donde aún hoy en día se encuentran sus descendientes. A la llegada de los europeos (siglo XVI), los guaraníes ocupaban las amplias selvas comprendidas entre los ríos Paraná, Miranda, Tiete, Uruguay, y sus afluentes, y amplios tramos de la costa sur de Brasil, localización que los llevó a ser el primer pueblo contactado por españoles y portugueses como da cuenta, por ejemplo, Álvar Núñez Cabeza de Vaca (1490-1569).
En la época de la conquista los guaraníes estaban divididos en seis grandes grupos, distribuidos en regiones diferentes:
- Carios, localizados a lo largo el río Paraguay y la ciudad de Asunción
- Tapes, en el territorio actual del estado brasileño de Rio Grande do Sul y sus alrededores y parte de Uruguay, (norte de la antigua Banda Oriental)
- Paraná, a lo largo del curso del río homónimo
- Itatim, ocupaban los territorios entre los ríos Miranda y Apa (los actuales kaiowá)
- Guaira, en el Paraguay nororiental y a lo largo de los ríos Amambai, Iguatemi y sus afluentes (los actuales ñandeva)

Los guaraníes se establecieron en el territorio que actualmente pertenece al Paraguay y Argentina. La palabra «paraguay» deriva de un vocablo guaraní: «paraguá-ý», que significa ‘agua que forma un océano’.
Se subdividieron paulatinamente en distintas tribus dependiendo de la zona donde habitaban. Los guaraníes chandules que habitaban las islas del delta del Paraná desaparecieron poco después de la segunda fundación de Buenos Aires por Juan de Garay, en 1580; siendo los habitantes de Asunción los que volvieron a poblar y refundar Buenos Aires.
El cronista de la expedición del adelantado Pedro de Mendoza, Ulrico Schmidl, describió a los carios en su viaje por el Paraná en 1536 en su obra Viaje al Río de la Plata, llamándolos carios y caríes:

Después de esto, pasado el acuerdo de los capitanes, partimos con los 400 hombres en 8 pequeños navíos parchadines aguas arriba del Paraná, en busca de otra agua corriente llamada Paraboe, adonde viven los carios que tienen trigo turco, y una raíz con el nombre de manteochade y otras raíces como padades y manteoch propie y mandeoch mandepore. La raíz padades, se parece a la manzana y es del mismo sabor; mandeoch propie sabe a castaña; de mandeoch poere se hace vino, que beben los indios. Estos carios tienen pescado y carne, y unas ovejas muy grandes como las mulas de esta tierra; más tienen chanchos del monte, avestruces y otras salvajinas; más gallinas y gansos en gran abundancia (...) 2 días permanecimos con ellos, y nos dieron 2 carios cautivos que eran de ellos: éstos deberían servirnos de baqueanos y ayudarnos con la lengua. Después de esto tuvimos que dejar a estos Aygass y llegamos a una otra nación, llamada Caríes, están a 50 millas de camino de los Aygas; allí Dios, él que todo lo puede, nos dio su santa bendición, porque estos carios tenían trigo turco o meys y manndeochade, padades, manndeos perroy, mandeporre, manduris, vackgekhue, también pescado y carne, ciervos y chanchos del monte, avestruces, ovejas de la tierra, conejillos, gallinas y gansos; también tienen miel, de la que se hace vino, en mucha abundancia, hay muchísimo algodón en la tierra. La tierra de estos caríos es de mucha extensión, casi 300 millas de ancho y largo, son hombres petizos y gruesos y más capaces de servir a otros. Los varones tienen en el labio un agujero pequeño en el que meten un cristal amarillo, que en lengua de ellos se llama parabol, de dos jemes de largo y grueso como el canuto de una pluma. Esta gente, hombres y mujeres, andan en cueros vivos, tal como Dios los echó al mundo. Entre estos indios el padre vende a la hija, el marido a la mujer, si esta no le gusta, también el hermano vende o permuta a la hermana; una mujer cuesta una camisa, o un cuchillo de cortar pan, o un anzuelo o cualquier otra baratija por el estilo. Estos carios también comen carne humana, cuando se ofrece, es decir, cuando pelean y toman algún enemigo, sea hombre o mujer, y como se ceban los chanchos en Alemania, así ceban ellos a los prisioneros; pero si la mujer es algo linda y joven, la conservan por un año o más, y si durante ese tiempo no alcanza a llenarles el gusto la matan y se la comen, y con ella hacen fiesta solemne, o como si fuese para una boda; mas si la persona es vieja la hacen trabajar en la labranza hasta que se muere. Esta gente es la más caminadora de cuantas naciones hay en el Río delle Plata; son grandes guerreros por tierra. Sus pueblos o ciudades están en las alturas del agua Paraboe.

### Los guaraníes y la yerba mate
Los guaraníes fueron los primeros productores de yerba mate (Ilex paraguariensis), y perfeccionaron sus sucesivos procesos de elaboración, como ser el Barbacuá Mbyky y el Barbacuá Yvaté.

### Mestizaje español-guaraní
Aunque ya en 1512 la Monarquía Hispánica acometió las reformas necesarias para regular su trato de forma oficial y abolir la esclavitud indígena mediante las Leyes de Burgos, en la bula del papa Pablo III Sublimis Deus de 1537, se declaró a los indígenas hombres con todos los efectos y capacidades de cristianos.  La conquista católica habría buscado incorporar a los indígenas a su civilización y su Iglesia, aun a costa de la anulación de su identidad cultural.
El más antiguo mestizaje registrado data de la época en que el conquistador, explorador y colonizador español Domingo Martínez de Irala fue nombrado en 1544 gobernador del Río de la Plata y del Paraguay en donde no solo convivió con varias concubinas desde el inicio de la ocupación de Asunción, sino que además permitió que los españoles también vivieran cada uno de ellos con varias mujeres indígenas, lo que le valió la crítica de las autoridades religiosas, quienes para calumniar al gobernador ante el rey, llegaron a comentarle que llamaban a la Asunción el «paraíso de Mahoma». Sin embargo, esta permisividad fue el modo que halló Irala para concertar la paz con diferentes parcialidades indígenas, y en ello fue exitoso.
Consecuentemente tuvo gran descendencia mestiza, que fue base de la raza criolla en esa parte de América. Sus hijas fueron entregadas en matrimonio a diferentes conquistadores también con el espíritu de establecer alianzas y equilibrios entre las distintas facciones cuya existencia caracterizó a la primitiva Asunción.
El testamento del conquistador del 13 de marzo de 1556 expresa lo siguiente:

Digo y declaro y confieso que yo tengo y Dios me ha dado en esta provincia ciertas hijas y hijos que son: Diego Martínez de Irala y Antonio de Irala y doña Ginebra Martínez de Irala, mis hijos, y de María mi criada, hija de Pedro de Mendoza, indio principal que fue desta tierra; y doña Marina de Irala, hija de Juana mi criada; y doña Isabel de Irala, hija de Águeda, mi criada; y doña Úrsula de Irala, hija de Leonor, mi criada; y Martín Pérez de Irala, hijo de Escolástica, mi criada; e Ana de Irala, hija de Marina, mi criada; y María, hija de Beatriz, criada de Diego de Villalpando, y por ser como yo los tengo y declaro por mis hijos y hijas y portales he casado a ley y a bendición, según lo manda la Santa Madre Iglesia.
Domingo Martínez de Irala

Por lo que se concluye que con los siguientes concubinatos procrearía una vasta descendencia reconocida:
1. ) Con la guaraní María de Mendoza, una hija del cacique Pedro de Mendoza, hubo tres hijos: Diego, Antonio y Ginebra Martínez de Irala.
2. ) Con la guaraní Juana tuvo a Marina de Irala.
3. ) Con la guaraní Águeda[21] tuvieron a la mestiza Isabel de Irala[21] que se unió en matrimonio con el conquistador Pedro de la Puente Hurtado[21] y con quien concibiera al futuro gobernador interino Pedro Hurtado de Mendoza.[21]
4. ) Con la guaraní Leonor tuvo a Úrsula de Irala.
5. ) Con la guaraní Escolástica hubo a Martín Pérez de Irala.
6. ) Con la guaraní Marina concibieron a Ana de Irala.
7. ) Con la guaraní Beatriz tuvo a María de Irala.

Según el genealogista Narciso Binayán Carmona, el conquistador español Domingo Martínez de Irala tuvo gran descendencia mestiza guaraní, cuyas hijas fueron entregadas en matrimonio a diferentes conquistadores, de cuya estirpe descienden muchos de los próceres de mayo y grandes personajes argentinos y paraguayos como ser:
Mariano Moreno, Manuel Belgrano, Juan Francisco Seguí, Juan Francisco Tarragona, Remedios de Escalada de San Martín, José Gaspar Rodríguez de Francia, Juan Antonio Álvarez de Arenales, José Evaristo Uriburu, José Félix Uriburu, Victoria Ocampo, Bernardo de Irigoyen, Saturnina Otálora –segunda mujer de Cornelio Saavedra–, Carlos Saavedra Lamas, Manuel Quintana, Francisco Solano López, Joaquín Samuel de Anchorena.

### SiglosXVIyXVII

Localización de las misiones jesuíticas guaraníes en los actuales territorios de Argentina, Paraguay y Brasil.

Los sucesivos contactos entre los conquistadores europeos y los guaraníes estuvo marcada por una fuerte presencia misionera católica y por las expediciones en búsqueda de esclavos organizadas por los portugueses, principalmente a partir de São Paulo. Los territorios ocupados por estos indios fueron objeto de disputas y conflictos permanentes entre el Imperio Español y el Reino de Portugal ya que desde el primitivo Brasil Portugal permanentemente avanzó hacia el oeste en detrimento del Virreinato del Perú. Los guaraníes representaron la principal riqueza disponible en toda la región, en calidad de mano de obra.
Hacia 1542, una sirvienta guaraní de Asunción conocida como la India Juliana asesinó a su amo español e instó a las demás mujeres indígenas a hacer lo mismo, terminando ejecutada por orden del adelantado Alvar Núñez Cabeza de Vaca. Su rebelión es considerada primeras insurrecciones indígenas registradas de la época, y su figura una de las más destacadas en la historia de las mujeres de Paraguay,
A partir de los principios del siglo XVII, y por más de un siglo y medio, la administración de los grupos guaraníes fue encomendada a los misioneros jesuitas que fundaron decenas de reducciones en lo que administrativamente fue la Provincia Paraguaria (dependiente del Virreinato del Perú hasta que fue creado el Virreinato del Río de la Plata) en las gobernaciones pobladas por estos indígenas. Las misiones jesuitas guaraníes fueron los lugares de refugio para muchos grupos guaraníes, aislados del sistema económico hispanoamericano y autosuficientes, limitando de hecho su conversión en mano de obra al servicio de colonizadores españoles y portugueses. Estos fueron los motivos que llevaron a organizar las expediciones de encomenderos españoles y bandeirantes portugueses en búsqueda de indígenas. Así, mientras los encomenderos sujetaban a los guaraníes a su servicio personal, los bandeirantes sencillamente los sometían a la esclavitud atacando a las misiones y llevándose a miles de guaraníes, a los que privaron de su libertad.
Con el descubrimiento de los yacimientos auríferos en el actual Mato Grosso a finales del siglo XVII, los guaraníes perdieron interés como fuente de renta, desapareciendo en la mayor parte de los registros históricos.
Con el Tratado de Madrid, firmado en 1750 entre Portugal y España, ambas potencias modificaron sustancialmente sus relaciones, cambio que afectó también sus posesiones ultramarinas. En España, el acceso de los nuevos reyes Borbones y las reformas por ellos introducidas, producto de ello los jesuitas fueron expulsados por el rey Carlos III en 1767. Los territorios habitados por los guaraníes fueron de interés para las comisiones instituidas por el Tratado de Madrid y designadas para establecer los límites de las posesiones en América del Sur, en particular, las fronteras entre Brasil y Paraguay. Ambos reinos enviaron expediciones de exploración y definición de sus nuevas fronteras. La comisión de expedicionarios llevó al redescubrimiento de grupos guaraníes que habían escapado a las políticas coloniales y se habían refugiado en la selva.

### SigloXIXen adelante
Los siguientes registros de los guaraníes se dan a partir del siglo XIX, luego a expediciones organizadas por el Barón de Antonina. Con la guerra de la Triple Alianza (1864-1870) las fronteras territoriales fueron nuevamente reformuladas, trayendo consigo otros testimonios sobre la presencia de grupos guaraníes en aquella región. Gran parte de los territorios, ocupados para entonces por los guaraníes kaiowá y ñandeva fueron dejados en concesión a la Compañía Matte Laranjeira que usaba los guaraníes como mano de obra, pero no ocupaba sus territorios porque estaba interesada únicamente a la explotación de la planta del mate, de hecho, para mantener el monopolio de la extracción favoreció el aislamiento de los guaraníes y los mantuvo apartados de posibles proyectos de colonización.
Con el fin del monopolio de la Compañía Matte Laranjeiras y las migraciones de colonos provenientes principalmente de los estados de São Paulo y Rio Grande do Sul, se redujeron, durante el siglo XX, todavía más los territorios a su disposición. En los años 1920 se creó el SPI (Serviço de Proteção aos Índios), órgano federal del gobierno brasileño con competencia en la «protección» de los indígenas que no solo no logró parar el proceso de expropiación, sino que facilitó el mismo a través del desplazamiento forzado de grupos indígenas a petición de los colonos. Los indígenas desplazados estaban confinados en pequeñas áreas de reserva muchas de las cuales permanecen hoy en día, acarreando graves consecuencias para su supervivencia social y bienestar físico.
Cuatro grupos de guaraníes no integrados a la «civilización occidental» llegaron hasta el siglo XX, principalmente en el Paraguay, pero parcialmente también en la provincia de Misiones: uno es el de los paí tavyterás, fracción norteña de los que los paraguayos llaman aún cainguás; los mbyás que viven también en la Argentina; los chiripás, que se llaman a sí mismos avá katú etés o ñandéva; y los achés, también llamados axés o guayaquíes; al iniciarse el siglo, en su totalidad eran algo menos de cien mil personas. A mediados del siglo anterior todavía ocupaban campos de caza salvajes en la selva, pero el avance de la ganadería y la agricultura los obligó gradualmente a aceptar incorporarse a la civilización paraguaya y argentina, aunque conservando muchas veces sus tradiciones, sus relatos míticos y reales, y resistiéndose a abandonar su lengua, similar al guaraní paraguayo y al correntino, pero menos influenciado por el castellano.
A partir de los años 1980 los guaraníes comenzaron a organizarse para reivindicar sus territorios propios en los espacios políticos nacionales, dando vida a movimientos de reivindicación territorial que continúan consolidándose hasta el presente.
Actualmente las comunidades de guaraníes de la provincia de Misiones pasan por graves problemas que podrían llevar a la desaparición del pueblo. Las principales causas son la falta de tierras, la desnutrición, tuberculosis y la falta de ayuda por parte del gobierno provincial y federal argentino. Son alrededor de siete mil guaraníes, agrupados en 76 aldeas. El factor principal de la crisis es la falta de territorios, ya que esta tribu utiliza los recursos naturales en amplias extensiones de tierra, desplazándose en grandes distancias para cazar, pescar, recolectar frutos del monte. La presión demográfica sumada a la explotación forestal hizo que las comunidades vean reducido su espacio vital. Además existe una emergencia alimentaria y sanitaria, con picos muy graves en algunas comunidades, con niños con alto índice de desnutrición y enfermedades asociadas. En 2004, 38 de las aldeas que existen en la provincia marcharon a la plaza Nueva de Julio, frente a la Casa de Gobierno provincial, en la ciudad de Posadas haciendo oír sus reclamos en busca de una mejora y ayuda por parte del gobierno.
En la región de Mato Grosso do Sul de Brasil los guaraníes, al igual que muchos pueblos indígenas, se ven negativamente impactados por la colonización interna de terratenientes que han usurpado sus territorios ancestrales para la producción de monocultivos como la soja y la caña de azúcar.
La disputa territorial, en un contexto de violencia ejercida asimétricamente por los agroganaderos para garantizar su dominio, es una condición objetiva y subjetiva que desfigura sus formas de organización, producción e identidad cultural con consecuencias devastadoras en su integridad física y salud mental: según un estudio de 2014, esta tribu en Brasil presenta la mayor tasa de suicidios del mundo, la cual se ha triplicado en los últimos veinte años. Las edades de mayor incidencia se encuentran entre los 15 y 30 años.
El clima de impunidad y de permanente asedio y asesinato, presuntamente a manos de «pistoleros» contratados por los terratenientes, de los líderes que intentan regresar a su territorio mediante «retomadas» o «reocupaciones» agrava el panorama actual de violación de derechos humanos.

## Economía
Utilizan técnicas agrícolas, que consisten en: cultivos en medianas y pequeñas parcelas aptas para la producción del consumo personal, raramente superiores a tres hectáreas. Los terrenos se limpian, si es necesario, con el uso del fuego, y se preparan para plantar las semillas; quedando aptos para el uso por varios años, dependiendo del tipo de terreno y de las plantas cultivadas, tras lo cual posteriormente se dejan "reposar" hasta estar preparados para su nuevo uso. Los terrenos se encuentran, en condiciones ideales, aproximadamente a un kilómetro de la residencia de la unidad de trabajo y producción: la familia. Poseen una taxonomía botánica refinada, que le permite obtener óptimos resultados en el campo agrícola en la relación coste-beneficio y en la gestión de suelos y poli-cultívos (diferentes especies alternadas en el mismo terreno). Las eventuales colaboraciones en actividades económicas y productivas se producen a través de relaciones de parentesco, que implican determinadas obligaciones, aunque siempre conservan libertad para buscarse otros grupos con los cuales instaurar relaciones de reciprocidad. Así, para determinados trabajos en los cuales el núcleo familiar necesita ayuda, como la cosecha estacional o la preparación de nuevos campos, se llamará a cooperar a parientes y vecinos, a los cuales se les servirá comida y, al final del trabajo, una fiesta a base de bebidas fermentadas (preferiblemente de maíz - chicha), comida, cantos y danzas.
La pesca y la caza son actividades importantes, aunque no con el peso que solían tener en el paso, desde el punto de vista económico, sino más bien desde la perspectiva de la formación personal, del recreo y del control del territorio. Se practica la caza con fusil, arco y honda, mediante el desplazamiento a lo largo de grandes distancias, o el uso de trampas (a percusión, monde, y a cintas, ñuha), puestas especialmente alrededor de los cultivos. Las técnicas de pesca comprenden el arpón y la caña para la pesca individual, o el uso de redes y de una raíz con propiedades para aturdir a los peces, el Timbóu, en caso de pesca en grupo.

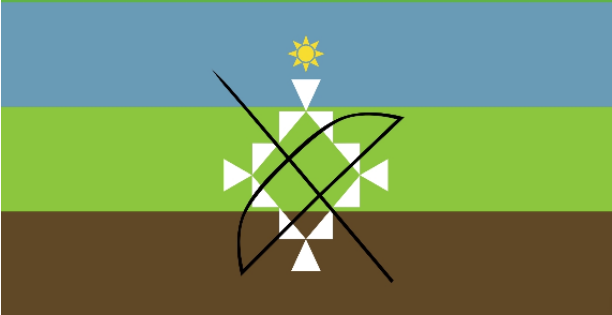
La bandera del Territorio Autónomo Guaraní de Charagua, Bolivia

## Cosmología y rituales
Los rituales son actividades practicadas socialmente y ocupan un rol fundamental en la determinación de las formas de organización y cohesión social. Entre los más importantes encontramos los ritos agrarios, avatikyry (bendición del maíz), y ñemongarai (nuevas plantas), y otros no relacionados con el ciclo agrario como los jeroky, destinados a mantener el equilibrio entre los diferentes elementos del cosmos, y el Meta Pepi, ritual de iniciación masculina (casi completamente abandonado en Brasil). La tierra, Yvy en Guaraní, necesita ser continuamente cuidada, a través del mantenimiento de un comportamiento correcto en línea con la "justa manera de ser" Guaraní, el Teko Porã. Según la mitología Guaraní, el cuidado de la tierra ha sido encomendado a los Guaraníes por su creador Ñande Ru Guasú (Nuestro Grande Padre), entidad superior, que se retiró después de la creación en lugares inaccesibles a los humanos, con excepción de los Paí, los líderes político-religiosos de los grupos Guaraníes. Los Guaraníes practican la magia homeopática para influir en la vegetación y sobre algunos acontecimientos vitales como la fertilidad. Por ejemplo, existe la creencia que si la mujer come un granito doble de mijo tendrá consecuentemente u nacimiento múltiple.

## La vida de hogar guaraní
Para ellos sus "héroes" no son "dioses" en el sentido occidental, sino seres vitales, dignos de respeto.  Asumen su Cosmovisión  como su verdad que va creando o configurando una identidad propia.
Sus héroes son variados, entre ellos se destacan:
- Ñande Ru Eté Tenondé: Nuestro gran padre, el primero. el origen, creador de la palabra.
- Ñandejára: Nuestro dueño.
- Tupä Ru Eté: expresión de los primeros a través de la lluvia, el trueno y el rayo; una especie de palabra activa y destructora cuando es necesario. [41]

## Idioma
Los guaraníes hablan el idioma guaraní y dialectos que pertenecen a la familia Tupí-guaraní.
El guaraní paraguayo es junto con el idioma español la lengua oficial de la República de Paraguay, el guaraní correntino es cooficial junto con el español en la provincia de Corrientes, en Argentina y el guaraní cambaque es un acento boliviano del idioma español oficial en el departamento de Santa Cruz e influenciado en el departamento de Beni en Bolivia.
Otra particularidad de este idioma, es que después del latín es el que más ha sido utilizado en la catalogación de flora y fauna, hecho este debido a que el aborigen era un gran conocedor de su hábitat, lo cual favoreció a los naturalistas al momento de catalogar flora y fauna. "El guaraní es después del latín, según autorizadas opiniones, el idioma que ha dado mayor número de palabras a las ciencias naturales. Y el número de "americanismos" es tal, que el escritor rioplatense, Dr. Benjamín Solari, ha afirmado que hablamos guaraní sin saberlo". La mezcla del idioma avá ñe'é, la lengua del hombre en guaraní (denominación similar a la del quichua, Runa-Simi la lengua del hombre), con el castellano es conocido en Paraguay como una tercera lengua llamada yopará o jehe'a/yejé'á. Otra característica destacable de esta lengua es, que posee 6 vocales orales, siendo como en el castellano: a, e, i, o, u más la 6.ª que es de pronunciación gutural, actualmente al ser dotada de grafía, este sonido es representado en la gramática oficial del Paraguay por la letra Y, (hay otra forma de grafía que utiliza la letra I, más la crema, o sea Î), a su vez existe la nasalización de las vocales.

## Guaraníes de Bolivia

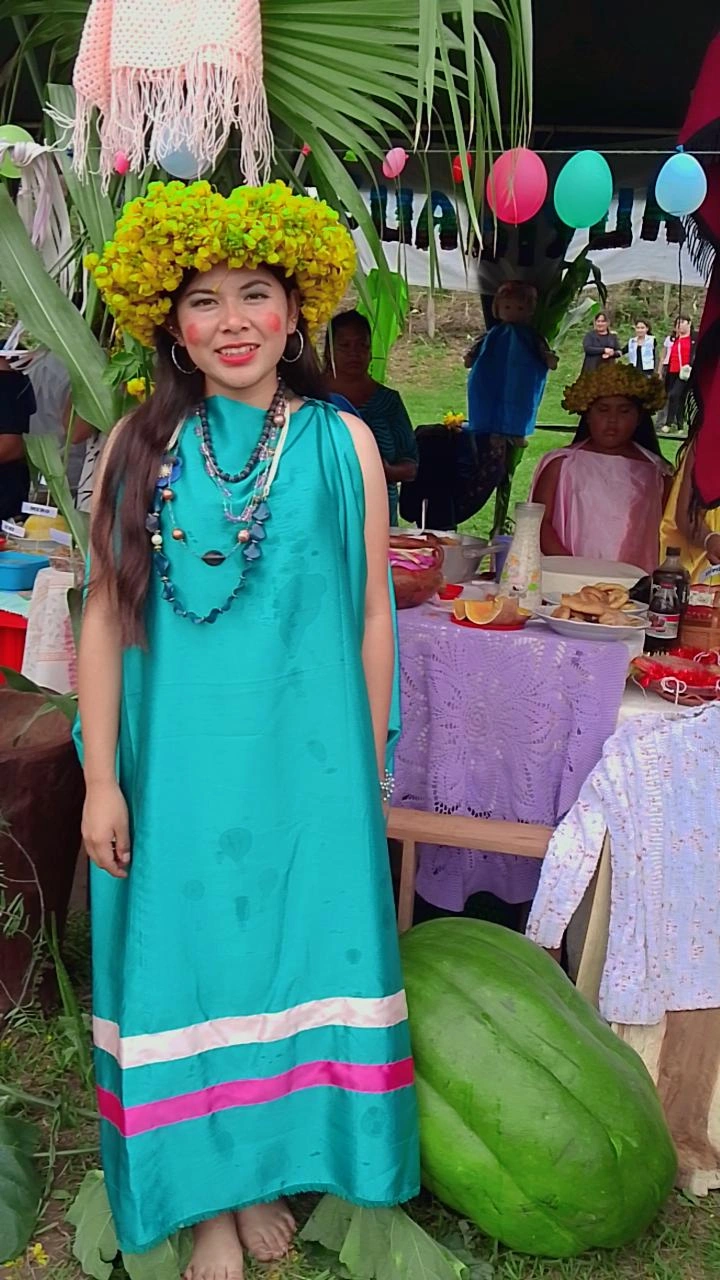
Festividad del Arete Guazu, en la comunidad guaraní Guabiyurenda, de la provincia Gran Chaco - Tarija, Bolivia (2025).

La población que se autorreconoció como guaraní en el censo boliviano de 2001 fue de 81 197 personas. Este número bajó a 58 990 en el censo de 2012.
Los guaraníes bolivianos compren los subgrupos ava guaraníes (o chiriguanos), chanés (isosos iyambae o izoceños) y simbas guaraníes (o guaraníes occidentales de Bolivia), también están relacionados con los grupos indígenas Guarayos, Sirionós (mbías), Weenhayeks (matacos o wichís) y Tapietes (o tapiietes). Incluyendo a estos grupos la cantidad sube a 76 478 de acuerdo al censo boliviano de 2012.

## Guaraníes de Argentina
La Encuesta Complementaria de Pueblos Indígenas (ECPI) 2004-2005, complementaria del Censo Nacional de Población, Hogares y Viviendas 2001 de Argentina, dio como resultado que se reconocieron o descienden en primera generación del pueblo ava guaraní 21 807 personas en Argentina, de los cuales 17 592 vivían en las provincias de Jujuy y Salta; 3268 vivían en la ciudad de Buenos Aires y 24 partidos del Gran Buenos Aires; 418 en las provincias de Corrientes, Misiones, Entre Ríos y Santa Fe; y 529 en el resto del país. Otras personas prefirieron autodenominarse integrantes del pueblo tupí guaraní, por lo que fueron consignadas aparte: los tapietés eran 484 en la provincia de Salta.

## Guaraníes de Brasil
Los guaraníes de Brasil, que viven en su mayor parte en el estado de Mato Grosso del Sur, han perdido casi toda su tierra y están sufriendo una oleada de suicidios sin precedentes en América del Sur. El pueblo guaraní se hacina en pequeños trozos de tierra rodeados por inmensas plantaciones o haciendas ganaderas, o acampan al borde de carreteras y caminos. En 2003 fue asesinado el líder guaraní Marcos Verón. Los culpables aún están en libertad.

## Literatura guaraní de Paraguay
La literatura de Paraguay se divide en dos vertientes: la producida en castellano y la generada en guaraní, pero no se debe restar mérito  a la literatura del país que están escritas en otras lenguas nativas, cabe recalcar que la creada en castellano ha tenido más difusión que la segunda.
Los hechos históricos demuestran que el guaraní sería la única variedad dialectal de la lengua que ha creado una verdadera literatura, usando esta palabra en su más estricta e inequívoca acepción semántica en la cultura occidental.
La literatura que es considerada el arte de expresar ideas, emociones y experiencias a través del lenguaje escrito de manera creativa y estética mezclada con el amplio panorama de la diversidad cultural y lingüística de América Latina, la literatura guaraní es un valioso legado que ha sido forjado a lo largo de los siglos de expresión oral y escrita, estudiando esta literatura te adentras a las profundidades de una civilización ancestral marcada por la naturaleza, la espiritualidad y la identidad de un pueblo. 
Los textos más importantes en cuanto a la calidad y a la cantidad que se consideran de la literatura guaraní son los Mbyá, autodenominados Jeguakáva Tenondé Poranguen.
La literatura en guaraní es muy diversa, abarcando una amplia gama de géneros que van desde la poesía, narrativa, hasta el teatro y la música. Muchas de las obras destacadas exploran la cultura, las tradiciones y la historia del pueblo guaraní y gracias a eso se ha podido conservar la identidad y el patrimonio cultural de la comunidad guaraní. También tenemos como el más antiguo poema lírico escrito en guaraní a Che Luséro Aguai’y, texto que don Silvano Mosqueira, intelectual carapegueño, ha guardado en sus archivos.
Algunos de los autores en guaraní:

### A
- Constante José Aguer
- Mario Rubén Álvarez
- Néstor Amarilla

### C
- Narciso Ramón Colman
- Mabel Coronel Cuenca
- Julio Correa

### D
- Susy Delgado

### F
- Félix Fernández Galeano
- Rigoberto Fontao Meza

### G
- David Galeano Olivera
- Félix Giménez Gómez
- Darío Gómez Serrato

### J
- Anselmo Jover Peralta

### M
- Herme Medina Agüero
- Silvano Mosqueira

### O
- Clementino Ocampos
- Manuel Ortiz Guerrero

### P
- Ignacio A. Pane

### R
- Antonio Ruiz de Montoya

### T
- Natalicio de María Talavera

### V
- Javier Viveros

### Z
- Tadeo Zarratea